# Lock and Dam No. 10
Lock and Dam No. 10 (Schleuse und Staustufe Nr. 10) ist eines von 28 Stauwerken, die die Schifffahrt am oberen Mississippi ermöglichen. Das zwischen 1934 und 1937 vom United States Army Corps of Engineers errichtete kombinierte Bauwerk befindet sich zwischen Guttenberg im Clayton County in Iowa und dem Grant County in Wisconsin.

## Staustufe
Zur Staustufe gehören ein 6000 Fuß (1828,80 m) langer Steindamm mit einer Hochwasserentlastung auf der Wisconsin-Seite und ein 182,90 m langer regelbarer Teil, der aus einem achtteiligen Segmentwehr und vier Stauwalzen besteht.
Die Stauhöhe beträgt neun Fuß (2,70 m). Der Zweck des Wehres ist nicht in erster Linie der Hochwasserschutz, sondern das Aufstauen des Mississippi für die Schifffahrt.

## Schleuse
Die Schleuse ist 182,9 m lang und 33,5 m breit.